# Jardins d'Euterpe
|  | Aquest article tracta sobre la societat ubicada a Barcelona. Vegeu-ne altres significats a «Jardins de l'Euterpe». |

Els Jardins d'Euterpe van ser un dels jardins d'estiu que es van obrir a la rodalia del Passeig de Gràcia de Barcelona a mitjan segle xix com a espai de lleure ciutadà. Estaven a l'illa compresa entre els carrers Gran Via-València i Rambla de Catalunya-Passeig de Gràcia, amb entrada per la Rambla de Catalunya. Van obrir el 1857 i van tancar el 1861, passant a construir-s'hi edificis d'habitatges.

## Història
Josep Anselm Clavé dirigia la Societat Coral La Fraternitat, amb la qual oferia concerts als Jardins de la Nimfa, al Passeig de Gràcia (on va haver-hi poc després els Jardins de Tívoli. Les dificultats que va posar-hi l'Ajuntament, que considerava aquests concerts perjudicials, va portar a Clavé a buscar un nou espai per a fer-los.
Clavé condicionà un solar proper als Jardins de la Nimfa, i els va donar el nom de Jardins d'Euterpe. El nom prové de l'estàtua de la deessa Euterpe que hi destacava, de l'escultor Jeroni Suñol, tal com explica Dolors Monserdà de Macià a la seva novel·la La fabricanta. Van ser inaugurats el 5 de juny de 1857. Eren una empresa pròpia de Clavé i els seus col·laboradors i reunien les característiques dels altres jardins d'estiu: cafè, saló de ball, local per a concerts, zones de passeig i altres atraccions.
Clavé hi presentà al públic cicles de música amb regularitat durant els mesos de primavera i estiu, oferint concerts i balls corejats. La Fraternitat canvià el seu nom pel de Societat Coral Euterpe, que n'esdevingué l'atracció principal dels jardins. Així es consolidà el moviment coral i es configurà el tipus d'espectacle que Clavé pretenia, basat en la música, el cant coral i el ball, i en la formació musical de la classe obrera.
Els jardins es mantingueren oberts fins al 1861. El darrer concert fou el 20 d'octubre, quan els
propietaris del terreny no van voler renovar el contracte amb Clavé, a causa de la febre urbanística que vivia aquella zona de Barcelona. La temporada següent els espectacles es traslladaren als veïns Camps Elisis, també al Passeig de Gràcia.